# Reprezentacja Brazylii na Mistrzostwach Świata w Narciarstwie Klasycznym 2009
Reprezentacja Brazylii na Mistrzostwach Świata w Narciarstwie Klasycznym 2009 liczyła 4 sportowców. Najlepszym wynikiem było 55. miejsce (Jaqueline Mourao) w biegu kobiet na 30 km.

## Medale

### Złote medale
Brak

### Srebrne medale
Brak

### Brązowe medale
Brak

## Wyniki

### Biegi narciarskie mężczyzn
Sprint
- Leandro Ribela - 117. miejsce (odpadł w kwalifikacjach)

Bieg na 30 km
- Helio Freitas - 78. miejsce
- Leandro Ribela - 79. miejsce

### Biegi narciarskie kobiet
Sprint
- Jaqueline Mourao - 77. miejsce (odpadła w kwalifikacjach)
- Mirlene Picin - 92. miejsce (odpadła w kwalifikacjach)

Bieg na 15 km
- Jaqueline Mourao - 67. miejsce

Bieg na 30 km
- Jaqueline Mourao - 55. miejsce
- Mirlene Picin - 58. miejsce